# Бьорн, Бодиль
Бодиль Катарина Бьорн (норв. Bodil Catharina Biørn; 27 мая 1871, Крагерё — 22 июля 1960, Осло) — норвежская миссионерка. Она была свидетельницей геноцида армян и спасла жизнь множеству армянских беженцев на востоке Османской империи.

## Биография
Бьорн происходила из богатой многодетной норвежской семьи. После окончания школы она хотела стать певицей, однако в возрасте 25 лет обратилась к религии и решила помогать страждущим. Она училась на курсах медсестёр в Норвегии и Германии. В 1904 году окончила миссионерскую школу в Копенгагене и в 1905 году отправилась на восток Османской империи как миссионерка от имени «Организации женщин-миссионерок». Сначала она работала в городе Мезре провинции Харберд (сегодня Элязыг).
С 1907 года она работала в городе Муш в больнице и детском доме для армян. Там у неё было от 50 до 70 пациентов в день. В 1915 году во время геноцида пациенты и работники больницы убиты или изгнаны. Вместе со своей шведской коллегой Альмой Юханссон она была единственной западной свидетельницей геноцида в этом населённом пункте. В 1917 году она вернулась обратно в Норвегию, взяв с собой усыновленного ею двухлетнего армянского сироту. В 1921 году она переехала в Армению и открыла в Александрополе детский приют «Луйсахпюр» на норвежские пожертвования. В 1924 году правительство Советской Армении закрыло приют, переведя сирот в приют «Амерком». После этого Бьорн была вынуждена покинуть страну
Она отправились в Алеппо в Сирии и работала там с армянскими беженцами. В 1934 году она отправилась обратно в Норвегию. До своей смерти она занималась сбором средств, лекциями и статьями о судьбе армянских беженцев, пострадавших от геноцида.

## Память

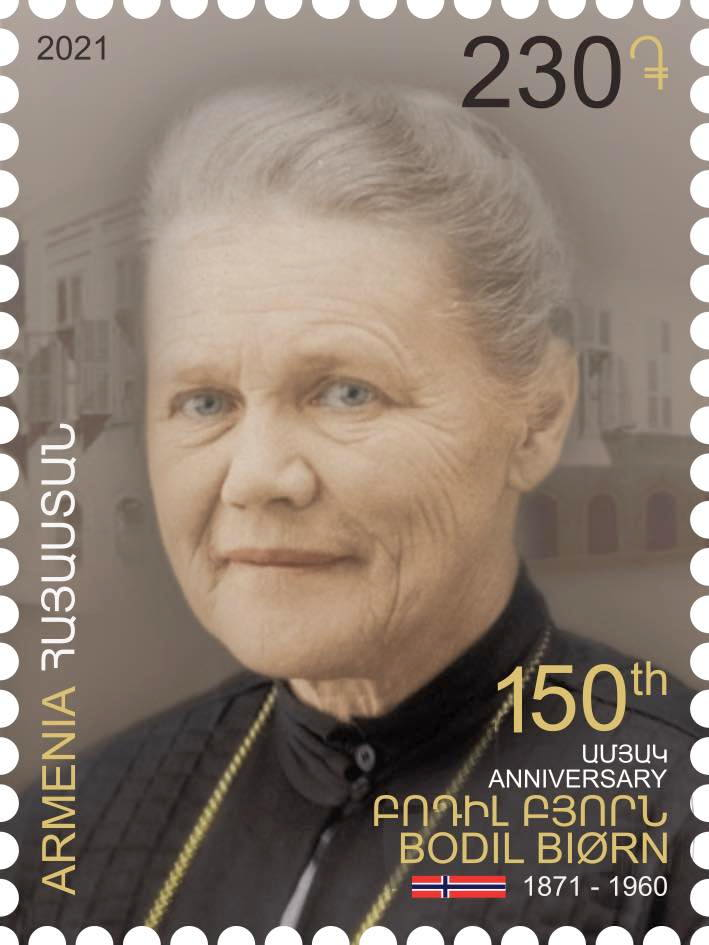
150 лет со дня рождения Бодиль Бьорн, Почта Армении, 2021

Как и Фритьоф Нансен, Бьорн в Армении получила признание за деятельность для армянского народа; они оба отмечены в музее геноцида армян в Ереване. Её фотографии и дневниковые записи о геноциде 1915—1916 годов хранятся в государственном архиве в Осло.
В 2015 году о деятельности Бодиль Бьорн и четырёх других женщин-миссионерок, ставших очевидцами геноцида армян, был снят фильм «Карта спасения».
В 2021 году Почта Армении выпустила почтовую марку, приуроченную к 150-летию со дня рождения Бодиль Бьорн.